# گروهان سیاه
گروهان سیاه یک سری از رمان‌های فانتزی نوشته شده توسط نویسنده آمریکایی گلن کوک است. این مجموعه ترکیبی از عناصر فانتزی حماسی و فانتزی تاریک است که حدود چهل سال از تاریخ چهارصد ساله یک گروه نخبه مزدور، گروهان سیاه، را روایت می‌کند.

## جلدها

### سرگذشت اصلی

#### سفر به شمال (کتاب‌های شمال)
1. گروهان سیاه : مه ۱۹۸۴
2. Port of Shadows: سپتامبر ۲۰۱۸
3. سایه‌های ابدی : اکتبر ۱۹۸۴
4. رز سپید : مارس ۱۹۸۵

#### کتاب‌های جنوب
1. بازی‌های سایه : ژوئن ۱۹۸۹
2. رویاهای پولادین : آوریل ۱۹۹۰

#### کتاب‌های سنگ‌های درخشان
1. فصل حزن : ماه آوریل سال ۱۹۹۶
2. او تاریکی است: سپتامبر ۱۹۹۷
3. سکوت اب: مارس ۱۹۹۹
4. Soldiers Live: ژوئیه ۲۰۰۰

### Spin-offs
1. سرنیزه نقره‌ای: سپتامبر ۱۹۸۹

### منتشر خواهد شد
1. A Pitiless Rain: نا معلوم[۱]

## خلاصه داستان
این مجموعه شرح چهل سال از تاریخ چهارصد ساله گروه نخبگان مزدور، گروهان سیاه، آخرین گروهان آزاد کاتوار است. گلن کوک فانتزی و داستانهای نظامی را در تصویر واقع بینانه شخصیت و درگیری‌های رئیس گروهان مخلوط کرده‌است.
سرگذشت اصلی شامل نه رمان است که ان را می‌توان به سه بخش تقسیم کرد:
سفر به شمال (کتاب‌های شمال) و آشنایی گروهان با امپراتوری بانوی؛
کتاب‌های جنوب و سفر بازگشت گروهان به دنبال آغاز خود در کاتووار ;
سنگ‌های درخشان و دستیابی گروهان به پیروزی مقابل دشمنان کارفرمایشان و حرکت آنها به سمت سرنوشت.
علاوه بر این یک اسپین اف نیز به نام سرنیزه نقره‌ای وجود دارد که شرح سرگذشت چند تن از اعضای سابق و دشمنان قدیمی است.